# Sto
Sto — німецький концерн, світовий[джерело?] виробник матеріалів та систем утеплення фасадів будинків, а також фарб та декоративних штукатурок для внутрішнього та зовнішнього застосування.

## Історія
Історія компанії Sto бере свій початок в 1835 році на півдні Німеччини в м. Вайсен де був збудований завод вапна та цементу. В 1936 році завод купив Вільхельм Штотмейстер (Wilhelm Stotmeister), звідси походить назва Sto. У 1948 році передав керування своєму синові Фріцу. Від того часу сім'я Штотмейтер керує компанією, девіз котрої «Будувати Свідомо».
1954 — Отримання ліцензії на органічні штукатурки та запуск першої лінії.
1961 — Перший відділ компанії в Німеччині.
1965 — Впровадження першої системи утеплення Sto Therm Classic
1970 — початок експорту до Австрії
1972 — заснування компанії Sto в Швейцарії.
1979 — заснування дочірнього підприємства в США, відкриття підприємств у: Франції, Австрії та Скандинавії.
1989 — приєднання компанії Trundle GmbH, Альбрук(Німеччина).
1992 — вихід компанії Sto на біржу випуск привілейованих акцій на біржах у Франкфурті та Штутгарті.
1993 — відкриття нового будинку К: центр досліджень та навчання.
1995 — сертифікація концерну Sto по DIN EN ISO 9001.
1996 — заснування компанії Sp z.o.o Sto у Варшаві Польща
1999 — сертифікація головного підприємства Sto у Вайсені (Німеччина) по DIN EN ISO 14001. Отримання Архітектурної премії Стірлінга за будівлю К.
2000 — відкриття заводу Sto у Варшаві (Польща). Приєднання компанії Shanghai Dinova Ltd в Китаї, як 100 % дочірнього підприємства.
2001 — приєднання компанії Ispo.
2003 — закінчення будівництва нового заводу у Вайсені. Приєднання компанії виробника фарба Sicof S.A.S (Франція).
2011 — приєднання до концерну STOMIX у Чехії.
2011 — відкриття представництва Sto у Чилі.
2012 — відкриття представництва Sto у Туреччині.
2013 — відкриття представництва Sto в Колумбії.
2013 — приєднання компанії Neumeyer & Brigl.
2014 — відкриття представництва Sto у Мексиці.
2014 — приєднання компанії Argamont в Бразилії.
2016 — відкриття представництва Sto у Львові (Україна), та спеціалізованого відділу продажу Sto Expert [Архівовано 9 серпня 2016 у Wayback Machine.] 

## Структура концерну
Структура концерну Sto ділиться на три основні підрозділи:
1. Брендові марки:
- Sto - основним напрямком є системи утеплення, декоративні штукатурки, інтер'єрні та екстер'єрні фарби. Вся продукція компанії Sto є сертифікована німецькими інститутами та має найвищі відзнаки: за рівнем екологічності та вмістом шкідливих речовин. Компанія Sto є світовим лідером за кількістю утепленних фасадів, системами утеплення.
- Sto Cretec -  основним напрямком роботи підрозділу Sto Cretec є відновлення та захист бетонних конструкцій. Також до цього підрозділу відносяться системи заливних покриттів для житлових та промислових будівель, автомобільних паркувань та гаражів.

2. Об'єднанні бренди.
- StoVerotec - основним напрямом роботи є системи вентильованих навісних фасадів, безшовні акустичні настінні та стельові системи.
- StoDeco - напрямом роботи підрозділу StoDeco є: декоративні профілі та архітектурні елементи для фасаду та інтер'єру.

3. Бренди індивідуальні до даної категорії відносяться бренди котрі Sto приєднало до свого концерну але вони зберегли свої індивідуальні назви: SUDWEST,Beissier, STOMIX.

## Інвестиції концерну
В 2014 році оборот концерну Sto становив 39,1 мільйони євро, якщо розділити даний оборот між частинами світу, то: Західна Європа — 30,9 млн євро (79 %), Східна Європа — 3,3 млн євро (8 %), Америка та Азія — 4,9 млн євро (12 %). Відносно 2013 р.,в якому оборот концерну Sto становив 32,4 млн євро, приріст 2014 р.= 21 %.

## Продукція
Асортимент продукції Sto, можна розділити на три основні напрямки:
- Фасад

Тонкоштукатурні системи утеплення фасадів (Sto Therm Classic), вентильовані фасади, високоякісні ґрунтівки глибокого проникання, шпаклівки, фарби з ефектом самоочищення Лотосу ([[StoColor Lotusan|https://www.youtube.com/watch?v=KiOJNoZRd6I [Архівовано 19 серпня 2014 у Wayback Machine.]]]), архітектурні декоративні елементи із верофілу — легкого силікатного матеріалу щільністю 500 кг/м³. Матеріали даної групи застосовуються при утепленні фасадів будинків в дерев'яно — каркасному будівництві, в новобудовах, реконструкції пам'яток архітектури, ремонті, фарбуванні стін, осушенні кам'яної кладки і захисту від подальшого попадання вологи.
- Інтер'єр

Креативні декоративні покриття, акустичні стелі, ґрунтівки, шпаклівки, фарби. Всі матеріали відповідають найвищим стандартам екологічності для навколишнього середовища та людей. Продукція даної групи застосовується при внутрішніх ремонтах житлових приміщень, громадських будівель, готелях, SPA центрах, шкіл, поліклінік, реанімаційних палатах та палатах інтенсивної терапії, бібліотек, театрів, кінотеатрів.
- Бетон

Матеріали для захисту та відновлення бетону — фарби по бетону, заливні полімерні покриття для промислових приміщень різного призначення, громадських інтер'єрів. Застосовуються при захисті та реконструкцій мостів, тунелів, бетонних конструкцій, фундаментів та підземних паркінгів. Також застосовуються для гідрофобізації бетонних поверхонь, фарбовані та захисту від проникнення СО2.